# Čreda (film)
Čreda (turško Sürü) je turški dramski film iz leta 1978, ki je zanj napisal scenarij, ga produciral in režiral Yılmaz Güney, med prestajanjem njegove druge zaporne kazni pa je kot režiser deloval tudi Zeki Ökten. V glavnih vlogah nastopajo Tarık Akan, Tuncel Kurtiz, Güler Ökten, Yaman Okay in Erol Demiröz. Zgodba prikazuje kmeta Şivana (Akan), ki je zaradi krvnega maščevanja prisiljen prodati svoje ovce v oddaljeni Ankari.
Film je bil premierno prikazan 27. septembra 1978. Sodeloval je v tekmovalnem programu Mednarodnega filmskega festivala v Berlinu, kjer je osvojil nagradi Interfilm in OCIC, osvojil je glavno nagrado zlati leopard za najboljši film na Mednarodnem filmskem festivalu Locarno. Skupno je osvojil dvajset nagradi eno še eno nominacijo na svetovnih filmskih festivalih. Na Mednarodnem filmskem festivalu v Antalyi, ki je bil sicer odpovedan zaradi poskusa državnega udara, je osvojil šest zlatih pomaranč, za najboljši film, režijo (Ökten), glasbo (Zülfü Livaneli), stranskega igralca (Kurtiz), glavno igralko (Demirag) in igralca (Akan).

## Vloge
- Tarık Akan kot Şivan
- Melike Demirağ kot Berivan
- Erol Demiröz
- Levent İnanır kot Silo
- Sener Kökkaya
- Tuncel Kurtiz kot Hamo
- Meral Niron
- Yaman Okay kot Abuzer
- Savaş Yurttaş